# الحياة الليلية في برلين
تتميز الحياة الليلية في برلين بمزج بين أنواع الموسيقى المختلفة، وتجمع في نفس الوقت بين مختلف الأعراق والأجناس. علاوة على ذلك، فقد وضعت أجواء الحرية والانفتاح، برلين في طليعة المدن الأوروبية الأكثر تحرراً. تضم برلين أكثر من 200 ملهى ليلي، وذلك دون احتساب عدد الحانات، التي يفوق عددها هذا العدد بكثير والتي يلجأ إليها مرتادي الملاهي الليلية قبل انطلاقهم إلى الملاهي الليلية. ومن أكثر المناطق شهرة بالحياة اليلية فيها هي منطقة ميته (بالإنجليزية: "Mitte District")، والتي تعد من المناطق التاريخية التي مرت بعدة مراحل من التغيير قبل الحرب العالمية وبعدها وبعد اتحاد شطري ألمانيا. وجدير بالذكر أن هناك ارتباط بين التاريخ والملاهي الليلية في برلين، حيث أن كثيراَ من الملاهي الليلية في المدينة هي في الأصل مباني قديمة تم إعادة ترميمها لتكون على ما هي عليه الآن.

## مناطق شهيرة بالحياة الليلية
هذاو تعتبر مناطق مثل فردريكشين (بالألمانية: "Friedrichshain")من أكثر المناطق التي تعج بالملاهي الليلية المختلفة والتي يسمع فيها جميع أنواع الموسيقى المختلفة مثل الهاوس، والتكنو، والراب، والروك، والمزيد. من جهة أخرى يعد شارع سافنجي-بلاتز الموجود في منطقة شارلتونبرج الشهيرة مكان الحياة الليلية لنخبة المجتمع الألماني، وحتى العالمي، كما يمكن اللقاء بالكثير من الفنانين المشهورين في هذه المنطقة سواء في المطاعم، أو الحانات الراقية، أو الملاهي الليلية. 

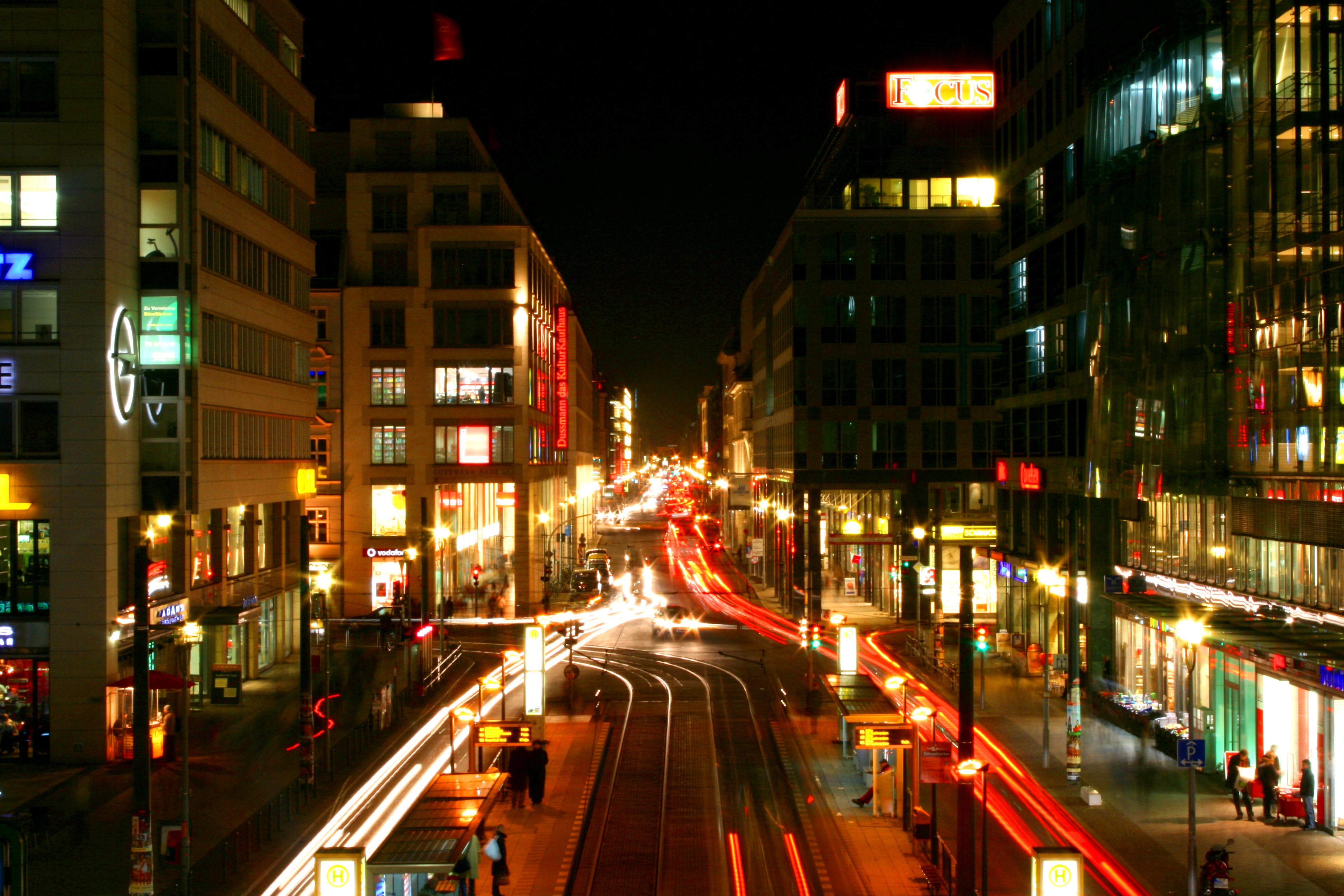
منطقة فردريكشن في وق الليل

بالإضافة إلى ذلك من المناطق الشهيرة بين الشباب هي شارع بريسير ستراس (بالألمانية: "Pariser Strasse") الواقع في منطقة ويلمرزدورف حيث يوجد عدد كبير من الحانات، والمطاعم الأمريكية والمكسيكية، إضافة إلى الملاهي الليلية، كما يكون الشارع مكان لاحتفالات وكرنفالات ممتعة في فصل الصيف وتكون المطاعم والحانات مزدحمة تماما ويمكن بالكاد الحصول على طاولة للجلوس في أحد المطاعم.
كما بالإضافة إلى صخب حياة النوادي الليلية والحانات يوجد فرصة لمحبي التسوق في منطقة ونترفلد بلاتز (بالألمانية "Winterfeldtplatz ") بوجود سوق أسبوعي يقام في هذه المنطقة بشكل دائم، وتعج المنطقة بالسواح ومحبي التسوق، وتتنوع المعروضات في هذا السوق بين الملابس، والاكسسوارات، والأحذية، وتعتبر متعة التسوق في هذا السوق هي تمركزه في وسط الشارع وإعطاء الفرصة لمحبي التسوق، تجربة التسوق في الهواء الطلق.
من جهة أخرى يمكن لمحبي المناطق التاريخية التجول فيها حتى بعد اغلاق المتاحف والأماكن السياحية، ففي منطقة ميته مثلا يوجد شارع نيكولاي فييرتل الذي يجمع بين المطبخ البرليني والحانات؛ حيث جرت العادة أن تبدأ السهرة في هذه المنطقة بزيارة أحد المطاعم التي غالبا ما تقدم المأكولات البرلينية لزواراها، وبعد ذلك يذهب البعض إلى الحانات والبعض الأخر لزيارة كنيسة نيكوليكيرش التاريخية التي تعتبر من أقدم الكنائس الموجودة في برلين وقد تم بناؤها في القرن الثالث عشر.

## حفلات الفنانين العالميين

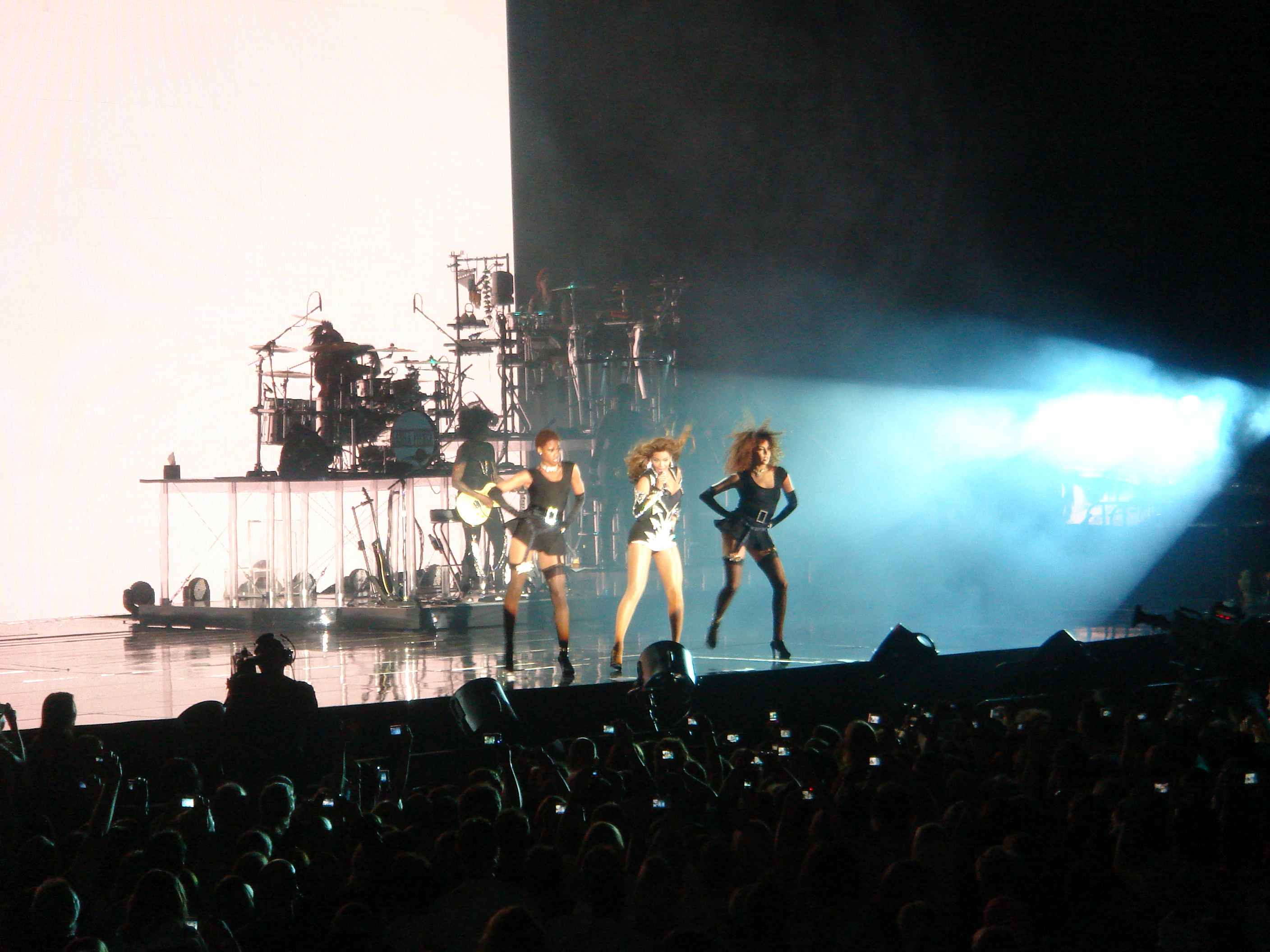
حفل بيونسي في برلين عام 2009

من جهة أخرى تعتبر برلين وجهة مفضلة لفنانين مشهورين للحفلات مثل: ريهانا، ومارون5, وباف دادي، ومادسن، و50 سنت، وبيونسي، وكثيرون آخرون، بالتالي يمكن أن حضور حفلة لفنانين عالميين صدفةً خلال الإجازة في برلين حتى لو لم يكن الشخص من سكانها لكثرة حدوث هذا النوع من الحفلات هناك. ونادراً ما أن تنتهي تذاكر حفلة معينة في برلين مما يعني فرصة أسهل لحضور هذه الحفلات.

## فعاليات ثقافية ليلية

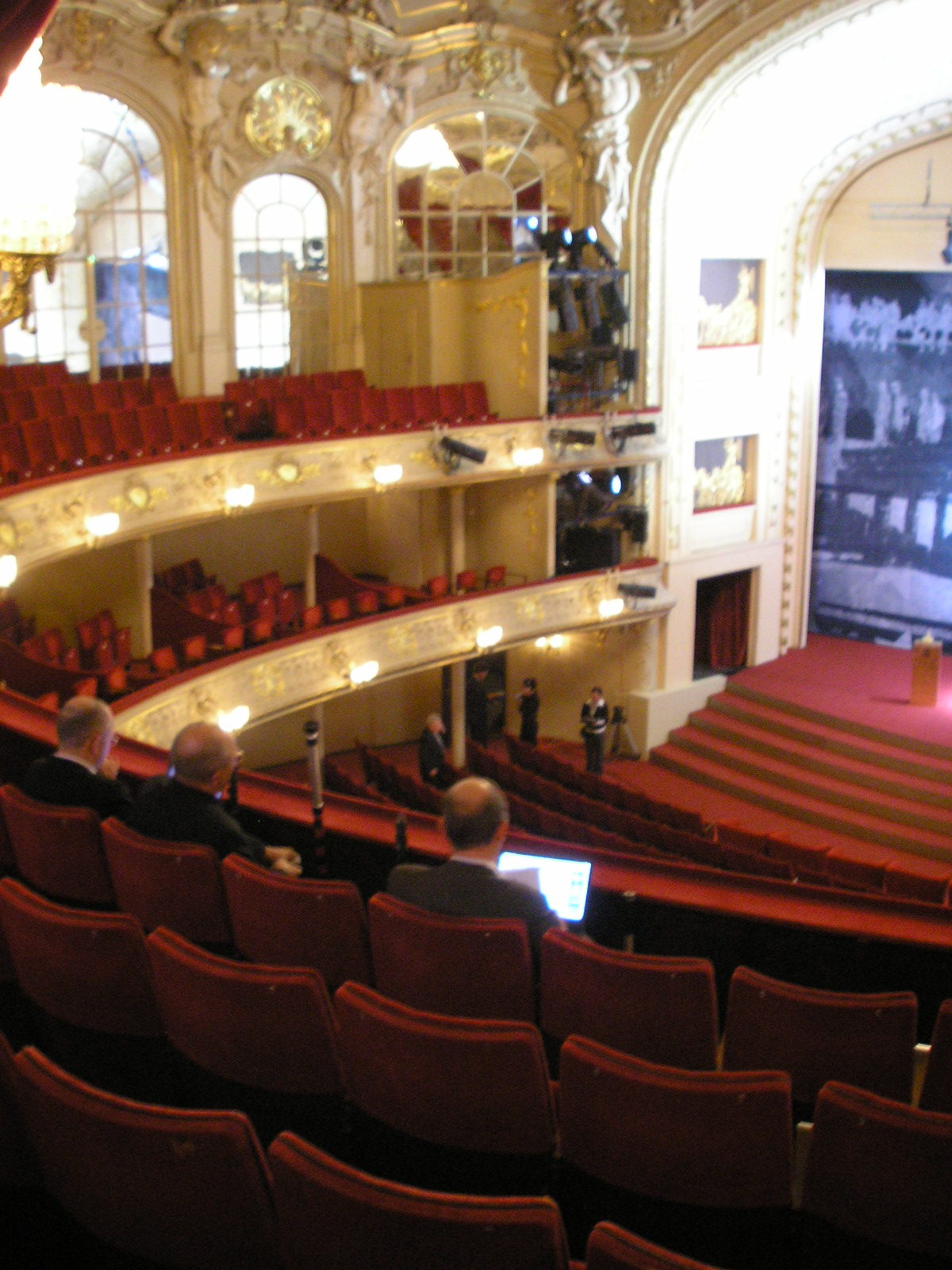
منظر داخلي لأوبرا كوميش

بالإضافة إلى الحياة الليلية الصاخبة، تتوفر في المدينة خيارات أخرى أكثر هدوء مثل بيوت الأوبرا الشهيرة أو الحانات التي تعتمد على الاضاءة الخافتة والموسيقى الهادئة مثل موسيقى الجاز.
ونذكر من بيوت الأوبرا الشهيرة هي أوبرا دوتشه برلين (بالألمانية: "Deutsche Oper Berlin") التي تقع في شارع بسماركستراس. وتقدم هذه الأوبرا عروض ليلية شهيرة تمثل روح الأوبرا المعاصرة ويمثل فيها فنانين كبار، وتعتبر من أقدم بيوت الأوبرا البرلينية، هذا والجدير بالذكر انها كانت تابعة لألمانيا الغربية قبل سقوط جدار برلين. كما يمكن التمتع بالأوبرا مع ميزانية محدودة في أوبرا كوميش (بالألمانية "Komisch Oper")، التي تمثل الأرخص سعراً وهي متاحة للجمهور أكثر، ولكن طبعا على حساب استخدام مؤديين أوبرا أقل شهرةً، وتقليل أجور الإنتاج بقدر المتطاع، ومع ذلك فهيا تقدم عروضاأطول مدةً. بالإضافة إلى عرض الكراسي بتخفيض بنسبة 50% للعروض المسائية التي لم تحجز خلال اليوم.
بالإضافة إلى الأوبرا يوجد مكان لمحبي الموسيقى الراقية مثل أوركسترا برلين الشهيرة عالمياً والتي يمثل عرضها ذا السمعة الواسعة فرصة لمحبي هذا النوع من الفنون الراقية حضوره في مسرح كاميرميوزيكال دير فيلهارموني (بالألمانية "Kammermusiksaal der Philharmonie"). من جهة أخرى يعتبر مسرح فولكسبوهن (بالألمانية "Volksbühne") وترجمته بالعربية هي «مسرح الناس» أحد أكثر المسارح المعروفة في برلين، حيث يقدم نوعية جديدة من الدراما تكون عادة مكتوبة من قبل كتاب غير مشهورين، وعادة ما تكون العروض التي تقدم فيه حديث المدينة، ومن الجدير بالذكر أن معظم العروض تقدم في هذا المسرح بالألمانية.